# Ladri per amore
Ladri per amore (Two If by Sea) è un film del 1996 diretto da Bill Bennet.
Il film, distribuito negli Stati Uniti dal 12 gennaio 1996, è una commedia poliziesca con protagonisti Sandra Bullock e Denis Leary.

## Trama
Frank, 35 anni, e Roz, quasi 30, sono fidanzati da 7 anni. Lei fa la commessa in una libreria, lui è un ladro da quattro soldi.
La storia comincia dopo che la coppia ha effettuato un furto di un quadro dal valore di circa 4 milioni di dollari. Con questo furto Franz spera di potersi sistemare a vita.
Dopo il colpo, aspettando l'arrivo del compratore del quadro, i due si intrufolano in una casa per un intero weekend, si fingono con tutti i vicini amici dei proprietari.
La polizia, però, è sulle loro tracce, e la coppia, da tempo non molto solida, rischia di scoppiare.

## Promozione
(Tagline del film)

## Incassi
Il film ha incassato in tutto il mondo 10,7 milioni di dollari.

## Curiosità
Durante le riprese Sandra Bullock ha scoperto di essere allergica ai cavalli.